# Latinski prefiksi
| Prefiks                                       | Značenje              | Primjeri |
| --------------------------------------------- | --------------------- | --- |
| ab-, abs-                                     | od                    | abdicare (ab -od + dicere -reći), aberrare (ab -od + errare -lutati), aboriđin (ab -od + origo, originis -izvor), apstraktno (abs -od + trahere, tractus -vući), absurd (ab -od + surdus -gluh, njem) |
| ad-, ac-, af-, ag-, ar-                       | do                    | advent (ad -do + venire, ventus -doći), advocatus (ad -do + vocare -zvati), accentus (ad -do + canere, cantus -pjevati), acceptare (ad -do + capere, captus -uzeti), accumulare (ad -do + cumulare -gomilati, cumulus -gomila), afficere, affectus (ad -do + facere, factus -činiti), agresija (ad -do + gradi, gressus -koračati), arogantno (ad -do + rogare, rogatus -pitati)       |
| ambi-, amb-                                   | oko, okolo            | ambijent (ambiens, -entis od ambi -oko + ire, itus -ići) |
| ante-                                         | pred, ispred          | |
| circum-                                       | okolo                 | circumflexus (circum -okolo + flectere -saviti) |
| cis-                                          | s ove strane          | |
| contra-                                       | protiv                | kontrast (contra -protiv + stare -stajati), kontracepcija (contra -protiv + capere, captus -uzeti) kontroverza (contra -protiv + vertere, versus -okretati), kontrola (contra -protiv + rotulus -kotačić, rota -kotač) |
| con-, com-, co-, cor-, col-                   | sa, zajedno           | koncept (con -sa, zajedno + capere, captus -uzeti), konklava (con -sa, zajedno + clavis -ključ), konferencija (con -sa, zajedno + ferre -nositi), kongres (con -sa, zajedno + gradi, gressus -koračati), kolizija (co -sa, zajedno + laedere -udariti), kolega (co -sa, zajedno + legare -izabrati), kopija (co -sa, zajedno + ops, opis -obilje)                                      |
| de-                                           | dolje, od             | deponij (de -dolje, od + ponere -staviti), detektiv (de -od + tegere -pokriti), deficit (de -dolje, od + facere, factus -činiti), dizajn (de -dolje, od + signare -označiti od signum -znak) |
| dis-, di-, dif-                               | razdvojiti, odvajanje | destilacija (dis -razdvojiti, odvajanje + stillare -kapati od stilla kapljica) |
| ex-, e-, ef-                                  | iz                    | erozija (e -iz + rodere -gristi), efekt (ef -iz + facere, factus -činiti), ekspedicija (ex -iz + pes, pedis -stopalo, noga), emocija (e -iz + movere, motus -kretati se) |
| extra-                                        | izvan                 | |
| in-, im-, il-, ir-                            | u, u (objekt)         | infekcija (in -u + facere, factus -činiti), infarkt (in -u + farcire -puniti), informacija (in -u + forma -oblik), individualac (in -ne + dividuus -djeljiv), inspektor (in -u + spectere, spectus -gledati), instrukcije (in -u + struere, structus -graditi) |
| infra-                                        | ispod                 | |
| inter-, intel                                 | između                | interes (inter -između + esse -biti), inteligencija (inter -među + legere, lectus -izabrati) |
| intra-, intro-                                | unutar                | |
| iuxta-                                        | pokraj                | jukstapozicija (iuxta -pored + positio -položaj) |
| ob-, obs-, oc-, of-, op-                      | protiv, prema         | objekt (ob -protiv, prema + jacere, jactus -baciti), offerre (ob -protiv, prema + ferre -nositi) |
| pen-                                          | skoro                 | |
| per-                                          | kroz                  | percepcija (per -kroz + capere, captus -uzeti), parfem (per -kroz + fumare -dimiti se) |
| post-                                         | poslije, iza          | |
| prae-                                         | prije, pred           | prefiks (prae -pred + figere, fixus -pričvrstiti), premija (prae -pred + emere -kupiti), prezent (prae -pred + esse -biti) |
| pro-                                          | za, ispred            | proces, procesija (pro -naprijed + cedere, cessus -ići), promocija (pro -naprijed + movere, motus -kretati se), propeler (pro -naprijed + pellere -gurati) proporcija (pro -naprijed, ispred + pars, partis -dio), provizija (pro -naprijed + videre, visus -gledati), provocirati (pro -naprijed + vocare -zvati)                                                                     |
| re-, red-                                     | natrag, ponovo        | reakcija (re -natrag, ponovo + agere, actus -raditi, činiti), recept (re -natrag, ponovo + capere, captus -uzeti), redimere (red -natrag, ponovo + emere -kupiti), referendum (re -natrag, ponovo + ferre -nositi), refleks (re -natrag, ponovo + flectere -saviti), reforma (re -natrag, ponovo + forma -oblik), renovirati (re -natrag, ponovo + novare -činiti novim od novus -nov) |
| se-, sed-                                     | bez, odvojeno         | securus (se -bez + cura -briga), selectus (se -odvojeno, bez + legere, lectus -izabrati) |
| sub-, su-, suc-, suf-, sug-, sum-, sup-, sus- | pod, ispod            | subjekt (sub -pod, ispod + jacere, jactus -baciti), sugestija (sub -pod + gerere, gestus -nositi), sufferre (sub -pod + ferre -nositi), summonere (sub -pod + monere -opominjati), supplere (sub -pod + plere -puniti), supportare (sub -pod + portare -nositi), supponere (sub -pod + ponere -staviti)                                                                                |
| super-                                        | nad, iznad            | supervidere -nadgledati (super -nad, iznad + videre, visus -gledati), superlativ (super -nad, iznad + ferre, latus -nositi) |
| trans-, tra-                                  | preko                 | transferre (trans -preko + ferre -nositi), transformare (trans -preko + forma -oblik), transport (trans -preko + portare -nositi), tradicija (trans -preko + dare, datus -dati) |

## Poveznice
- Prefiks
- Grčki prefiksi
- Hrvatski prefiksi
- Sanskrtski prefiksi
- Latinski jezik
- Gramatika latinskog jezika
- Grecizam
- Latinizam